# Santa Maria do Tocantins
Santa Maria do Tocantins es un municipio del estado de Tocantins, Brasil. Tiene una población estimada, en 2021, de 3.537 habitantes.